# Anneke Mourits
Johanna Mourits, detta Anneke (Waddinxveen, 10 marzo 1961), è un'ex cestista olandese.

## Carriera
Con i Paesi Bassi ha disputato tre edizioni dei Campionati europei (1980, 1983, 1985).